# Milan Škoda
Milan Škoda (Prága, 1986. január 16. –) cseh válogatott labdarúgó, a Mladá Boleslav játékosa.

## Pályafutása

### Klubokban
Škoda eredetileg csatárként játszott volna a 2013–14-es szezonban az SK Slavia Praha csapatában, azonban végig középső védőként szerepeltették. A következő idényben 19 gólt lőtt, amellyel a klub szurkolóinak egyik kedvencévé vált.
2018. május 9-én játszott a végül győztesen megvívott 2017–18-as cseh kupa döntőjében az FK Baumit Jablonec ellen. 2019. január 5-én újabb szerződést írt alá a Slavia Prahával, 2020. június 30-ig.
2020. január 11-én megállapodást kötött a török Çaykur Rizespor gárdájával. 2020. június 14-én a Galatasaray elleni bajnokin ütközött az ellenfél kapusával, Fernando Muslerával, amelynek következtében az uruguayi válogatott játékosnak síp- és szárkapocscsont törése lett.
2021. július 6-án aláírt a Mladá Boleslav csapatához.

### A válogatottban
Škoda 2015. június 12-én debütált a cseh felnőtt válogatottban a 79. percben Lukáš Vácha cseréjeként a 2016-os Európa-bajnokság selejtezőjén egy Izland elleni 2–1-re elvesztett mérkőzésen. Az első két nemzeti gólját Kazahsztán ellen szerezte, szintén a 2016-os Európa-bajnokság selejtezőjén.

## Statisztikái

### Klubokban
2021. december 12-én frissítve.
| Klub             | Szezon           | Liga                 | Liga  | Liga | Kupa  | Kupa | Nemzetközi | Nemzetközi | Egyéb | Egyéb | Összesen | Összesen |
| Klub             | Szezon           | Bajnokság            | Mérk. | Gól  | Mérk. | Gól  | Mérk.      | Gól        | Mérk. | Gól   | Mérk.    | Gól      |
| ---------------- | ---------------- | -------------------- | ----- | ---- | ----- | ---- | ---------- | ---------- | ----- | ----- | -------- | -------- |
| Bohemians Praha  | 2007–08          | Fortuna liga         | 24    | 4    | 0     | 0    | —          | —          | —     | —     | 24       | 4        |
| Bohemians Praha  | 2008–09          | Fortuna národní liga | 26    | 8    | 0     | 0    | —          | —          | —     | —     | 26       | 8        |
| Bohemians Praha  | 2009–10          | Fortuna liga         | 22    | 3    | 0     | 0    | —          | —          | —     | —     | 22       | 3        |
| Bohemians Praha  | 2010–11          | Fortuna liga         | 28    | 8    | 0     | 0    | —          | —          | —     | —     | 28       | 8        |
| Bohemians Praha  | 2011–12          | Fortuna liga         | 14    | 2    | 0     | 0    | —          | —          | —     | —     | 14       | 2        |
| Bohemians Praha  | Összesen         | Összesen             | 114   | 25   | 0     | 0    | 0          | 0          | 0     | 0     | 114      | 25       |
| Slavia Praha     | 2011–12          | Fortuna liga         | 9     | 2    | 0     | 0    | —          | —          | —     | —     | 9        | 2        |
| Slavia Praha     | 2012–13          | Fortuna liga         | 28    | 4    | 0     | 0    | —          | —          | —     | —     | 28       | 4        |
| Slavia Praha     | 2013–14          | Fortuna liga         | 25    | 0    | 4     | 1    | —          | —          | —     | —     | 29       | 1        |
| Slavia Praha     | 2014–15          | Fortuna liga         | 28    | 19   | 0     | 0    | —          | —          | —     | —     | 28       | 19       |
| Slavia Praha     | 2015–16          | Fortuna liga         | 25    | 14   | 1     | 1    | —          | —          | —     | —     | 26       | 15       |
| Slavia Praha     | 2016–17          | Fortuna liga         | 29    | 15   | 1     | 0    | 4          | 1          | —     | —     | 34       | 16       |
| Slavia Praha     | 2017–18          | Fortuna liga         | 28    | 12   | 3     | 1    | 8          | 2          | —     | —     | 39       | 15       |
| Slavia Praha     | 2018–19          | Fortuna liga         | 28    | 7    | 2     | 0    | 10         | 2          | —     | —     | 40       | 9        |
| Slavia Praha     | 2019–20          | Fortuna liga         | 14    | 5    | 1     | 4    | 4          | 0          | 0     | 0     | 19       | 9        |
| Slavia Praha     | Összesen         | Összesen             | 214   | 78   | 12    | 7    | 26         | 5          | 0     | 0     | 252      | 90       |
| Çaykur Rizespor  | 2019–20          | Süper Lig            | 17    | 10   | 2     | 0    | —          | —          | —     | —     | 19       | 10       |
| Çaykur Rizespor  | 2020–21          | Süper Lig            | 29    | 9    | 0     | 0    | —          | —          | —     | —     | 29       | 9        |
| Çaykur Rizespor  | Összesen         | Összesen             | 46    | 19   | 2     | 0    | 0          | 0          | 0     | 0     | 48       | 19       |
| Mladá Boleslav   | 2021–22          | Fortuna liga         | 18    | 6    | 3     | 0    | —          | —          | —     | —     | 21       | 6        |
| Mladá Boleslav   | Összesen         | Összesen             | 18    | 6    | 3     | 0    | 0          | 0          | 0     | 0     | 21       | 6        |
| Karrier összesen | Karrier összesen | Karrier összesen     | 363   | 118  | 17    | 7    | 26         | 5          | 0     | 0     | 406      | 130      |

### A válogatottban
2019. március 22-én frissítve.
| Csehország | Csehország | Csehország |
| Év         | Bajnokság  | Gól        |
| ---------- | ---------- | ---------- |
| 2015       | 7          | 2          |
| 2016       | 8          | 2          |
| 2017       | 3          | 0          |
| 2018       | 0          | 0          |
| 2019       | 1          | 0          |
| Összesen   | 19         | 4          |

## Sikerei, díjai

### Klubokban
Bohemians Praha
- Cseh másodosztály: 2008–09

Slavia Praha
- Cseh bajnok: 2016–17, 2018–19
- Cseh kupa: 2017–18, 2018–19

### Egyéni
- Cseh bajnokság gólkirály: 2016–17